# Ловеллвілл (Огайо)
Ловеллвілл (англ. Lowellville) — селище (англ. village) в США, в окрузі Магонінґ штату Огайо. Населення — 996 осіб (2020).

## Географія
Ловеллвілл розташований за координатами 41°2′14″ пн. ш. 80°32′32″ зх. д. / 41.03722° пн. ш. 80.54222° зх. д. (41.037167, -80.542180).  За даними Бюро перепису населення США в 2010 році селище мало площу 3,74 км², з яких 3,52 км² — суходіл та 0,21 км² — водойми.

## Демографія
Згідно з переписом 2010 року, у селищі мешкало 1155 осіб у 472 домогосподарствах у складі 302 родин. Густота населення становила 309 осіб/км².  Було 536 помешкань (143/км²).
Расовий склад населення:
| - 98,9 % — білих - 0,3 % — чорних або афроамериканців - 0,2 % — азіатів - 0,1 % — корінних американців |

До двох чи більше рас належало 0,6 %. Частка іспаномовних становила 1,2 % від усіх жителів.
За віковим діапазоном населення розподілялося таким чином: 23,2 % — особи молодші 18 років, 59,9 % — особи у віці 18—64 років, 16,9 % — особи у віці 65 років та старші. Медіана віку мешканця становила 41,6 року. На 100 осіб жіночої статі у селищі припадало 84,2 чоловіків;  на 100 жінок у віці від 18 років та старших — 83,6 чоловіків також старших 18 років.
Середній дохід на одне домашнє господарство  становив 49 517 доларів США (медіана — 42 031), а середній дохід на одну сім'ю — 62 115 доларів (медіана — 53 750). Медіана доходів становила 44 750 доларів для чоловіків та 32 292 долари для жінок. За межею бідності перебувало 19,8 % осіб, у тому числі 32,0 % дітей у віці до 18 років та 5,2 % осіб у віці 65 років та старших.
Цивільне працевлаштоване населення становило 517 осіб. Основні галузі зайнятості: освіта, охорона здоров'я та соціальна допомога — 22,8 %, виробництво — 13,7 %, мистецтво, розваги та відпочинок — 11,6 %, роздрібна торгівля — 10,4 %.